# Klautzkesee und Waldmoore mit Kobbelke
Das Naturschutzgebiet Klautzkesee und Waldmoore mit Kobbelke liegt auf dem Gebiet der Gemeinden Schlaubetal und Neuzelle im Landkreis Oder-Spree in Brandenburg.
Das Gebiet mit der Kenn-Nummer 1414 wurde mit Verordnung vom 26. Mai 2004 unter Naturschutz gestellt. Das rund 382,5 ha große Naturschutzgebiet mit dem 6,5 ha großen Klautzkesee erstreckt sich östlich von Kieselwitz, einem Ortsteil von Schlaubetal. Südöstlich verläuft die Landesstraße L 43.